# Ship of the Year

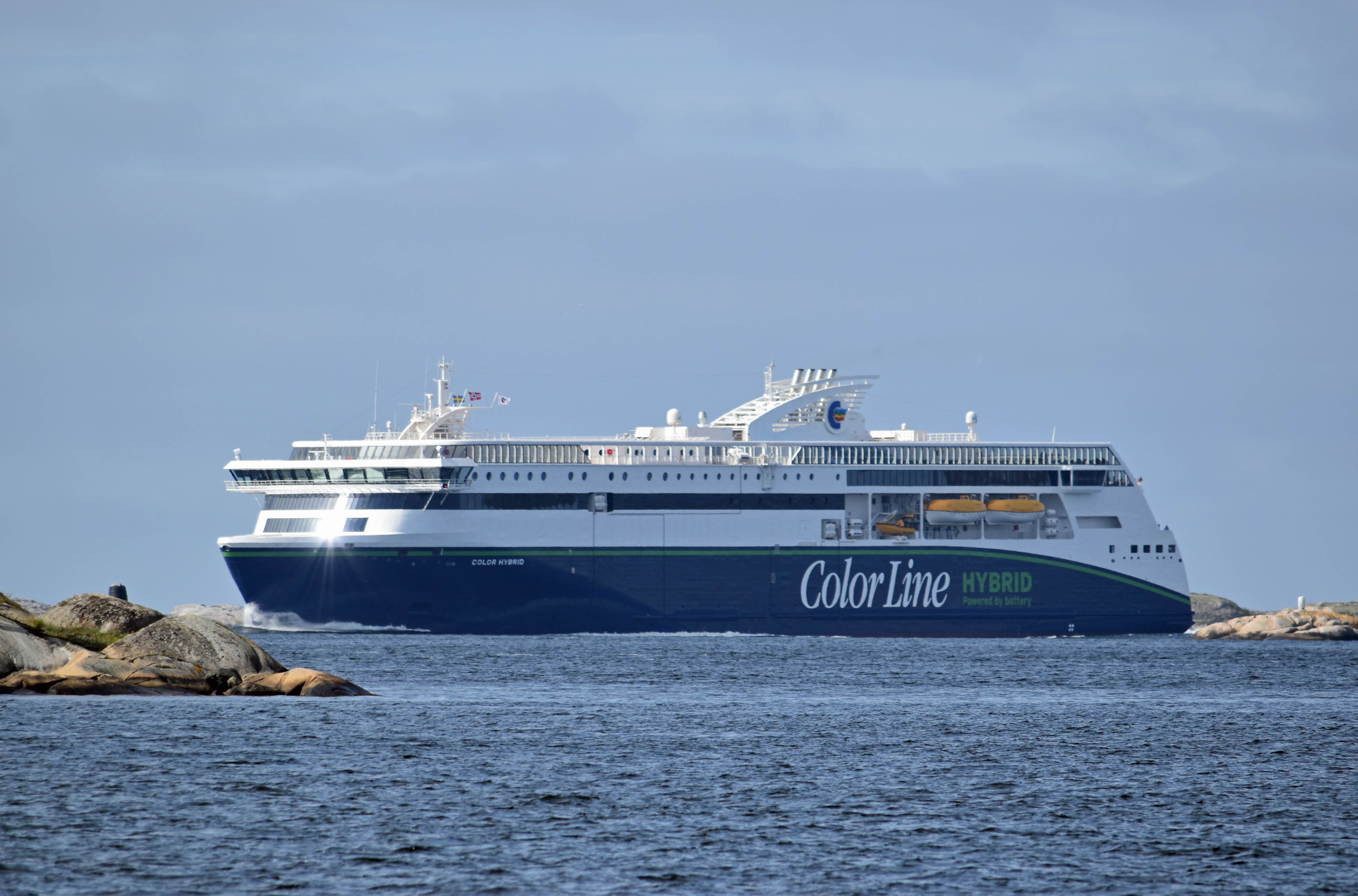
M/S Color Hybrid, pristagare 2019

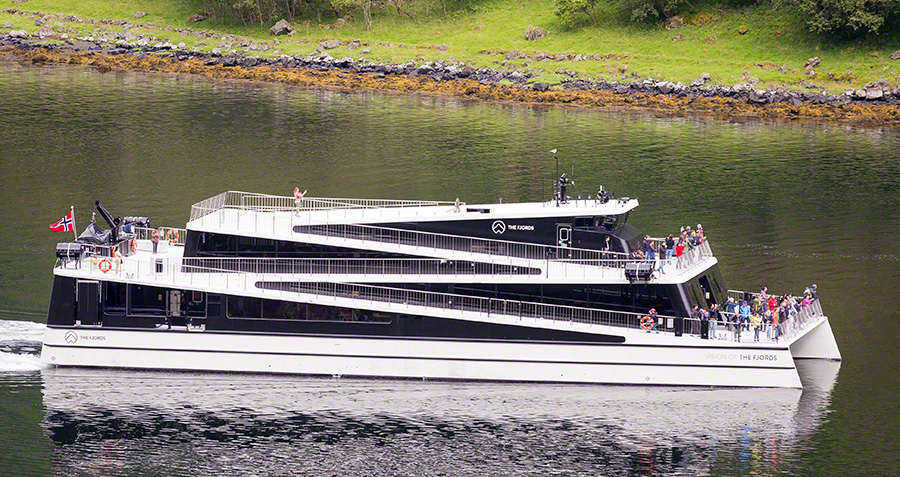
M/S Vision of the Fjords, pristagare 2016

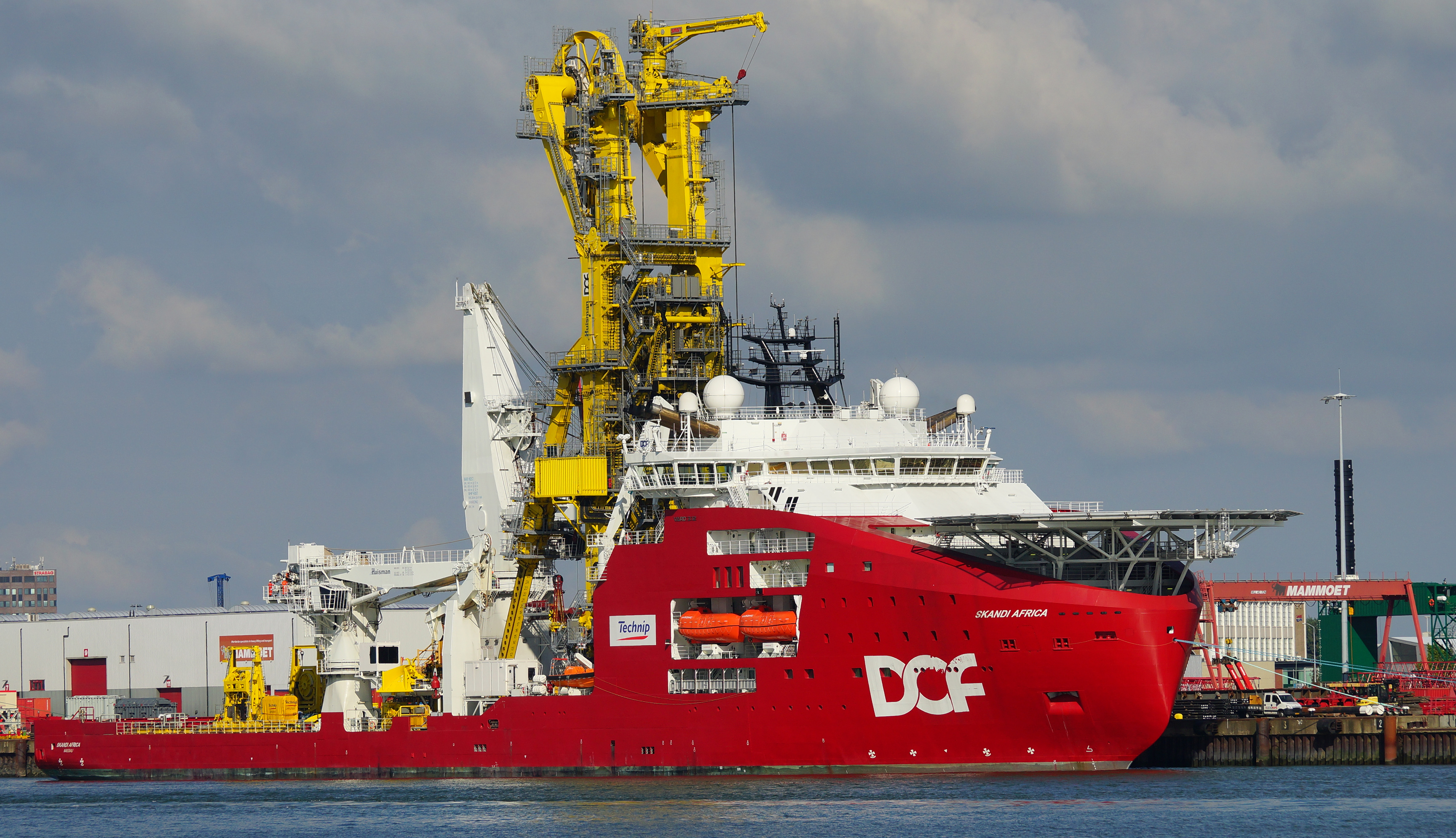
Skandi Africa, pristagare 2015

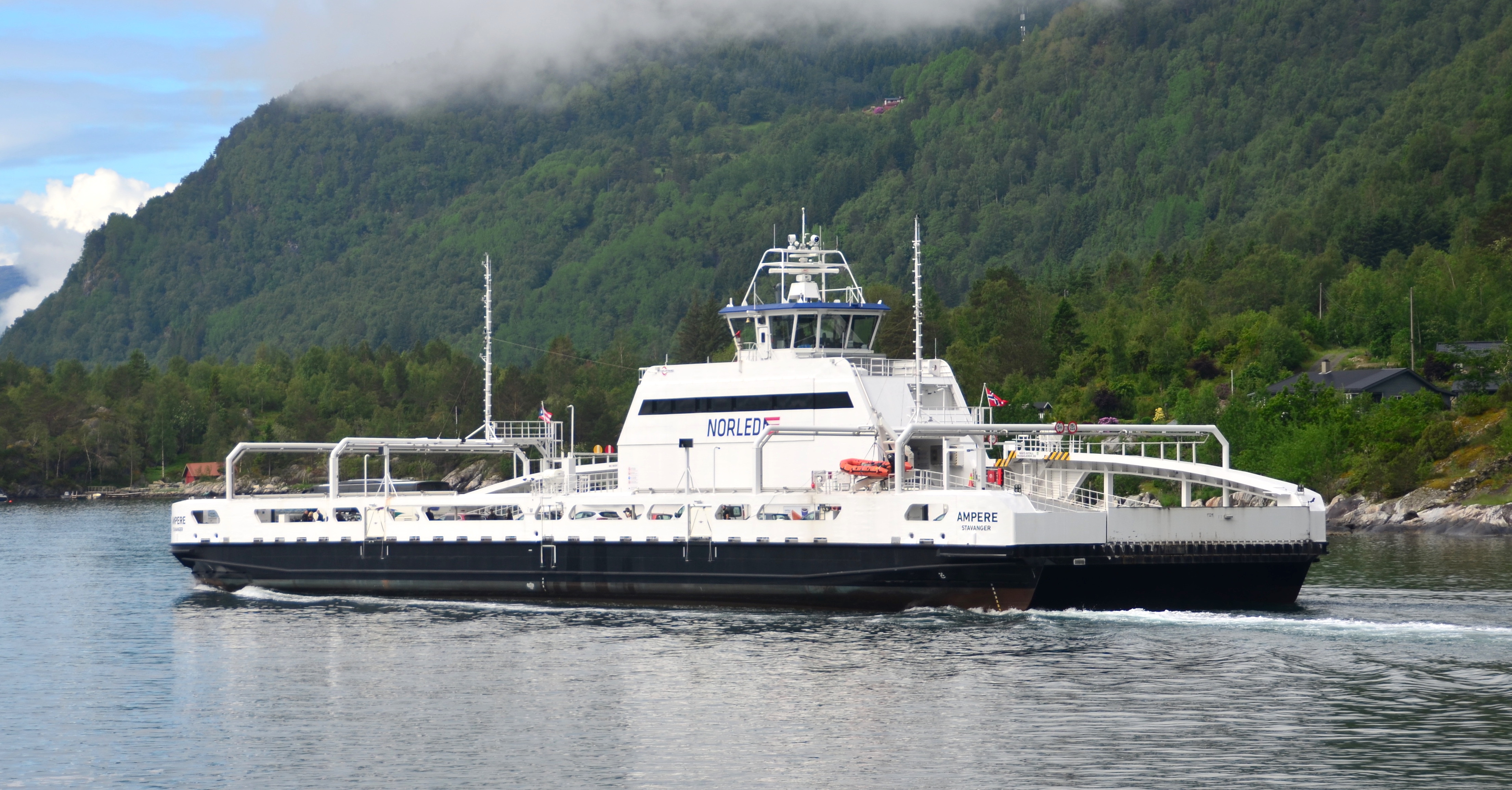
M/F Ampere, pristagare 2014

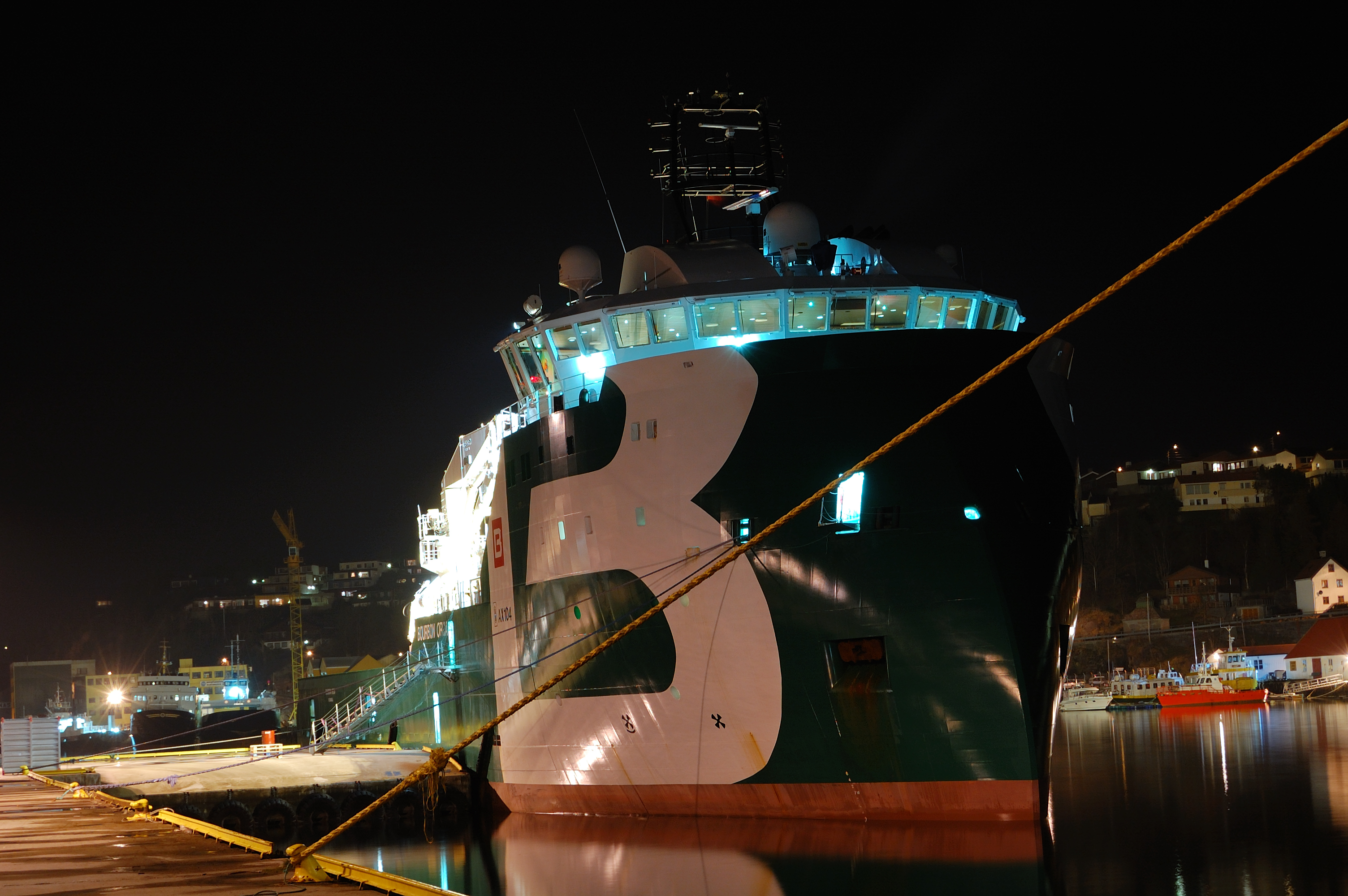
M/V Bourbon Orca, pristagare 2006

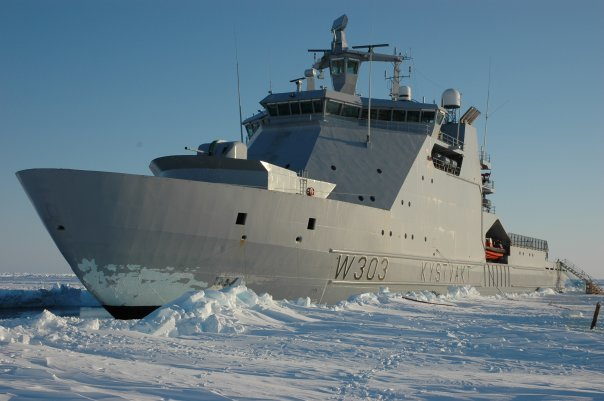
KV Svalbard, pristagare 2002

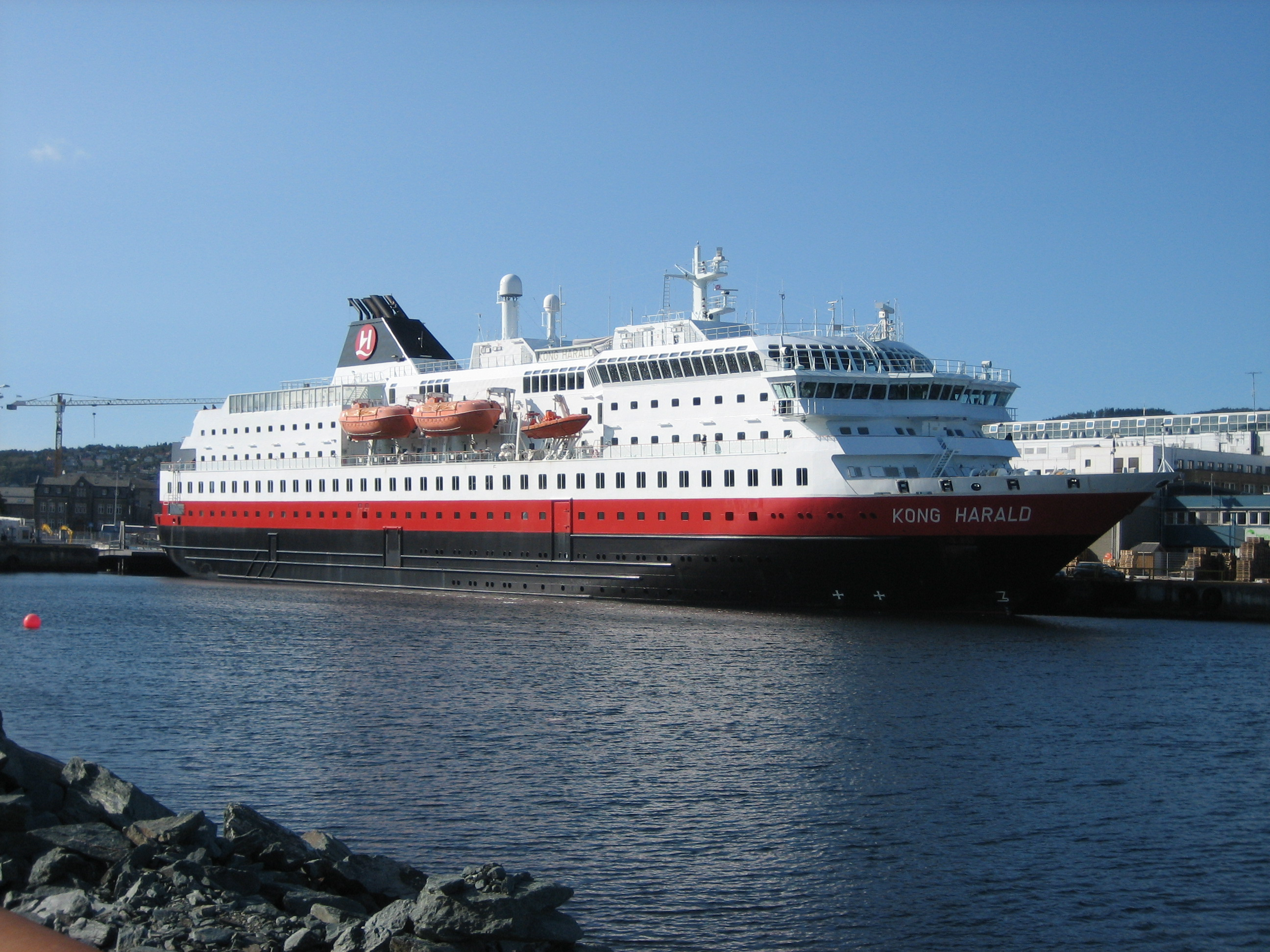
M/S Kong Harald, pristagare 2001

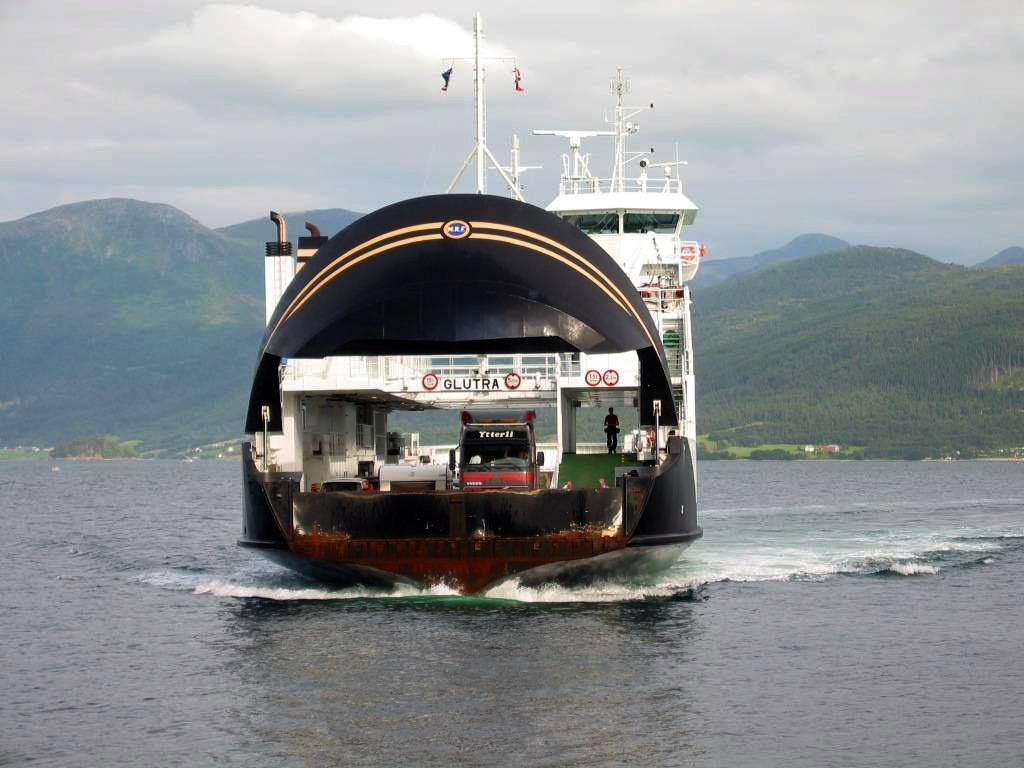
M/F Glutra, pristagare 2000

Ship of the Year är ett norskt industripris, vilket delas ut av tidskriften Skipsrevyen för norskbyggda fartyg.
Priset delas ut årligen, förutsatt att tillräckligt kvalificerade kandidater bedömts finnas. För att komma ifråga ska fartyget vara nybyggt samt teknologiskt avancerat och innovativt.

## Pristagare
- 2024 Det obemannade supplyfartyget Reach Remote 1 som kan utföra inspektioner under vatten med hjälp av fjärrstyrda undervattenfarkoster (ROV),[1] byggt av Trosvik Maritime.
- 2023 Trålaren Ecofive med hybridframdrivning och tankförvaring av fångsten innan slakt, konstruerad  av Ulstein Design & Solutions och byggd av Westcon för Bluewild.[2]
- 2022 Färjan M/S Medstraum, snabbfärja för eldrift, byggd av Fjellstrand AS för rederiet Kolumbus[3]
- 2021 Färjan MF Hydra, färja för vätgas- och eldrift, med drift på biodiesel som reserv. Färjan konstruerades av LMG Marin och byggdes för Norled AS av Westcon Yards i Ølen.[4][5]
- 2020 Fisksumpbåten Ro Vision, konstruerad av Skipskompetanse AS  och byggd av Larsnes Mekaniske Verksted för Rostein AS[6]
- 2019 Passagerarfärjan M/S Color Hybrid, konstruerad av Fosen Mekaniske Verksteder och byggd på Ulstein Verft för trafik på Color Line mellan Sandefjord och Strömstad[7]
- 2018 M/V Future of The Fjords, helt eldrivet passagerarfartyg, byggt av Brødrene Aa i Hyen i Gloppens kommun
- 2017 NKT Victoria, kabelutläggningsfartyg, byggt av Kleven Verft baserat på en design av Salt Ship Design
- 2016 M/V Vision of the Fjords, delvis eldrivet sightseeingfartyg, byggt av Brødrene Aa i Hyen i Gloppens kommun
- 2015 Scandi Africa, underhållsfartyg för undervattenkonstruktioner, byggt av Vard Søviknes i Søvik i Harams kommun
- 2014 M/F Ampere, batteridriven bilfärja över Sognefjorden för Norled AS, byggd av Fjellstrand AS i Omastrand i Kvams kommun i samarbete med Siemens
- 2013 M/S Seven Viking, inspektions- och underhållsfartyg, byggt av Vard Søviknes
- 2012 M/V Far Solitaire, kemikalietanker/plattformsunderhållsfartyg, byggt av STX Norway Langsten i Vestnes kommun
- 2011 Inget pris utdelat
- 2010 M/V Skandi Aker, fartyg för undervattensarbete, byggt av STX Norway Søviksnes
- 2009 M/V Far Sanson, bogserbåt, underhållsfartyg med mera, byggt av STX Norway Langsten
- 2008 M/V Island Wellserver, underhållsfartyg, byggt av Aker Yards Langsten
- 2007 M/S Normand Seven, byggfartyg för offshoreanläggningar, byggt av Ulstein Verft
- 2006 M/V Bourbon Orca, ankarläggningsfartyg, byggt av Ulstein Verft
- 2005 Ingen pristagare
- 2004 M/V Viking Avant, underhållsfartyg, byggt av Aker Yards Langsten
- 2003 M/S G.O. Sars (namngivet efter zoologen Georg Ossian Sars) forskningsfartyg, Flekkefjord Slipp & Maskinfabrikk i Flekkefjord
- 2002 KV Svalbard, kustbevakningsfartyg, byggt av Aker Yards Langsten
- 2001 M/S Kong Harald, passagerarfartyg för Hurtigruten, byggd av Fosen Mekaniske Verksteder i Rissa kommun
- 2000 M/F Glutra, färja med flytande naturgas (LNG) som bränsle, byggd av Aker Yards Langsten
- 1999 M/V Geco Eagle, forskningsfartyg, byggt av Mjellem & Karlsen Verft i Bergen
- 1998 M/S Pasiphae, passagerarfartyg, byggt av Fosen Mekaniske Verksteder i Rissa kommun (skrovet byggt av Bruce Shipyard i Landskrona)
- 1997 M/T Bow Faith, tankerfartyg, byggt av Kværner Florø